# Popis hrvatskih veleposlanika u Estoniji
Republika Hrvatska i Republika Estonija održavaju diplomatske odnose od 2. ožujka 1992. Sjedište veleposlanstva je u Helsinkiju.

## Veleposlanici
Hrvatska nema rezidentno veleposlanstvo u Estoniji. Veleposlanstvo Republike Hrvatske u Republici Finskoj pokriva Republiku Estoniju.
| Veleposlanik       | Postavljenje        | Opoziv              | Sjedište  |
| ------------------ | ------------------- | ------------------- | --------- |
| Damir Perinčić     | 7. veljače 1994.    | 1. rujna 1996.      | Stockholm |
| Mladen Ibler       | 12. ožujka 1997.    | 27. listopada 1998. | Stockholm |
| Željko Bošnjak     | 23. prosinca 1998.  | 1. studenoga 2002.  | Helsinki  |
| Marin Andrijašević | 5. lipnja 2003.     | 31. prosinca 2006.  | Helsinki  |
| Damir Kušen        | 8. ožujka 2007.     | 31. srpnja 2012.    | Helsinki  |
| Krešimir Kopčić    | 25. listopada 2012. | 31. kolovoza 2017.  | Helsinki  |
| Josip Buljević     | 9. veljače 2018.    |                     | Helsinki  |

## Vanjske poveznice
- Estonija na stranici MVEP-a